# 이성주 (1970년)
이성주(1970년 11월 30일 ~ )는 대한민국의 MBC의 보도국 기자로 활동했으며. iMBC 이사이다. 

## 학력
- 1989 ~ 1995 : 서강대학교 종교학과 학사
- 2015~2017 : 건국대학교 대학원 석사

## 경력
2024.03~ iMBC 이사 
2020.03 ~
MBC 미디어기획국장, wavve 이사 
2018.11
MBC 디지털뉴스에디터 디지털뉴스편집팀장
2017.12
MBC 보도국 취재센터 경제부장
2015.04
MBC 기자
2013.02 ~ 2015.03
제10기 전국문화방송노동조합 위원장
2009 ~ 2010.09
MBC 정치부 외교통일담당 데스크
~ 2007.07
MBC 외교부 담당기자
MBC 국회 담당기자
MBC 경제부 기자
1999.09
MBC 검찰청 담당기자
~ 1999.08
MBC 문화부 기자
1996.05
MBC 경찰기자
1995.11
MBC 보도국 기자 입사 (수습기자 입사)